# Джорджия О‘Киф
Джорджия О’Киф, (на английски: Georgia Totto O'Keeffe е американска художничка. Известна е с картините на цветя, небостъргачи от Ню Йорк и пейзажи от Ню Мексико. Считана е за майката на американския модернизъм.

## Биография и творчество
Родена е на 15 ноември 1887 г. в Уисконсин като второ дете от седемте деца на Франсис и Ида О’Киф.
Родителите на Джорджия работят в млечна ферма. След продажбата на фермата семейството се премества да живее в щата Вирджиния, където израства О’Киф. Още от малка изявява желание да стане художник и при това е подкрепена от майка си. Получава първи уроци по рисуване в Уисконсин. По-късно се учи в Чикаго и в Ню Йорк.
През 1908 г. се запознава в Ню Йорк с фотографа и галериста Алфред Стиглиц, с когото по-късно, през 1924 г., се женят.
Стиглиц изключително много фотографира О’Киф и я въвежда в кръга на своите приятели. Под негово влияние тя започва да рисува отново. През 1918 г. Джорджия се запознава с много от американските модернисти, които са част от кръга около Стиглиц. По това време тя започва да рисува с маслени бои като се отдалечава от своите акварели. От 1923 г. нейните пейзажи и натюрморти се показват активно по изложби и тя става все по-популярна. През 1925 г. показва своята първа голямо-форматна картина на цвете Петуния No. 2. Завършва и картини на сгради от Ню Йорк.
Умира на 6 март 1986 г. в Санта Фе, Ню Мексико.

## Посмъртна слава
Създадената от Джорджия през 1932 г. картина Jimson Weed/White Flower No. 1 е продадена от Сотбис Ню Йорк през ноември 2014 г. за 44,4 милиона долара. Това е най-скъпо продадената картина на художничка в историята на изкуството.

## Галерия
- Без заглавие (Ротондата на Университета на Вирджиния), 1912-1914 г.
- Изгрев, 1916 г.
- Флаг, 1918 г.
- Серия 1, №8, 1919 г.
- Синя и зелена музика, 1921 г.
- Моето Шанти, езерото Джордж, 1922 г.

## За нея
- Eldredge, Charles C. Georgia O'Keeffe.   New York, Harry N. Abrams, Inc., 1991. ISBN 978-0-8109-3657-7.
- Georgia O'Keeffe: Abstraction.   New Haven, CT, Yale University Press, 2009. ISBN 978-0-300-14817-6.
- Hogrefe, Jeffrey. O'Keeffe, The Life of an American Legend.   New York, Bantam, 1994. ISBN 978-0-553-56545-4.
- Lisle, Laurie. Portrait of an Artist.   New York, Washington Square Press, 1986. ISBN 978-0-671-60040-2.
- Lynes, Barbara Buhler. Georgia O'Keeffe: Catalogue Raisonné.   Washington, D.C., National Gallery of Art, 1999. ISBN 978-0-300-08176-3.
- Lynes, Barbara Buhler, Poling-Kempes, Lesley, Turner, Frederick W. Georgia O'Keeffe and New Mexico: A Sense of Place. 3rd.   Princeton, NJ, Princeton University Press, 2004. ISBN 978-0-691-11659-4.
- Lynes, Barbara Buhler. Georgia O'Keeffe Museum Collections.   Harry N. Abrams, 2007. ISBN 978-0-8109-0957-1.
- Lynes, Barbara Buhler, Phillips, Sandra S. Georgia O'Keeffe and Ansel Adams: Natural Affinities.   Little, Brown and Company, 2008. ISBN 978-0-316-11832-3.
- Shared Intelligence: American Painting and The Photograph.   University of California Press, 2011. ISBN 978-0-520-26906-4.
- Lynes, Barbara Buhler. Georgia O'Keeffe: Life & Work.   Skira, 2012. ISBN 978-88-572-1232-6.
- Merrill, C. S. Weekends with O'Keeffe.   Albuquerque, NM, University of New Mexico Press, 2010. ISBN 978-0-8263-4928-6.
- Messinger, Lisa Mintz. Georgia O'Keeffe.   London, Thames & Hudson, 2001. ISBN 0-500-20340-7.
- Montgomery, Elizabeth. Georgia O'Keeffe.   New York, Barnes & Noble, 1993. ISBN 978-0-88029-951-0.
- Orford, Emily-Jane Hills. The Creative Spirit: Stories of 20th Century Artists.   Ottawa, Baico Publishing, 2008. ISBN 978-1-897449-18-9.
- Patten, Christine Taylor, Cardona-Hine, Alvaro. Miss O'Keeffe.   Albuquerque, NM, University of New Mexico Press, 1992. ISBN 978-0826313225.
- Peters, Sarah W. Becoming O'Keeffe.   New York, Abbeville Press, 1991. ISBN 978-1-55859-362-6.